# Acianthera asaroides
Acianthera asaroides är en orkidéart som först beskrevs av Friedrich Fritz Wilhelm Ludwig Kraenzlin, och fick sitt nu gällande namn av Alec M. Pridgeon och Mark W. Chase. Acianthera asaroides ingår i släktet Acianthera och familjen orkidéer. Inga underarter finns listade i Catalogue of Life.

## Bildgalleri

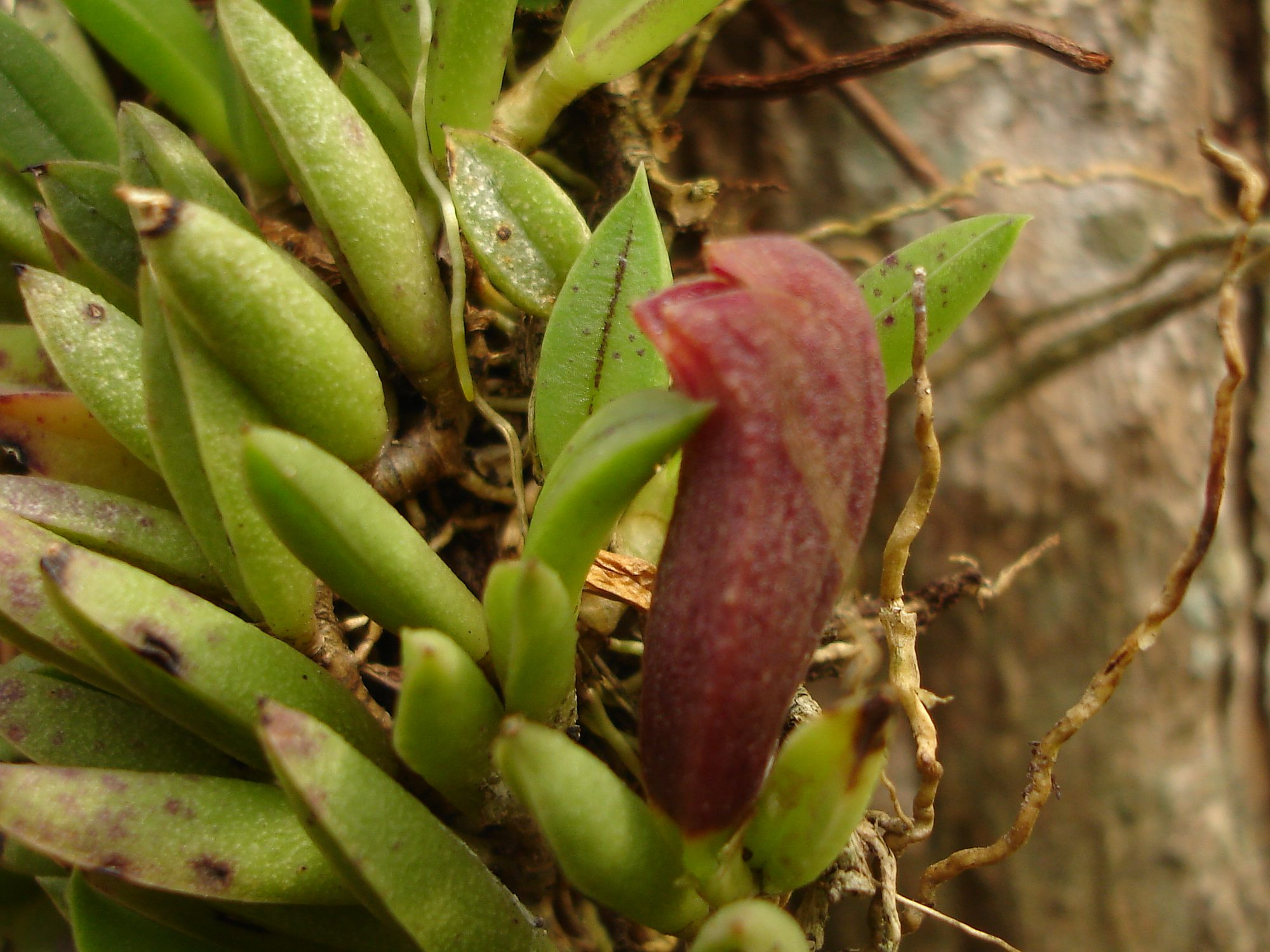
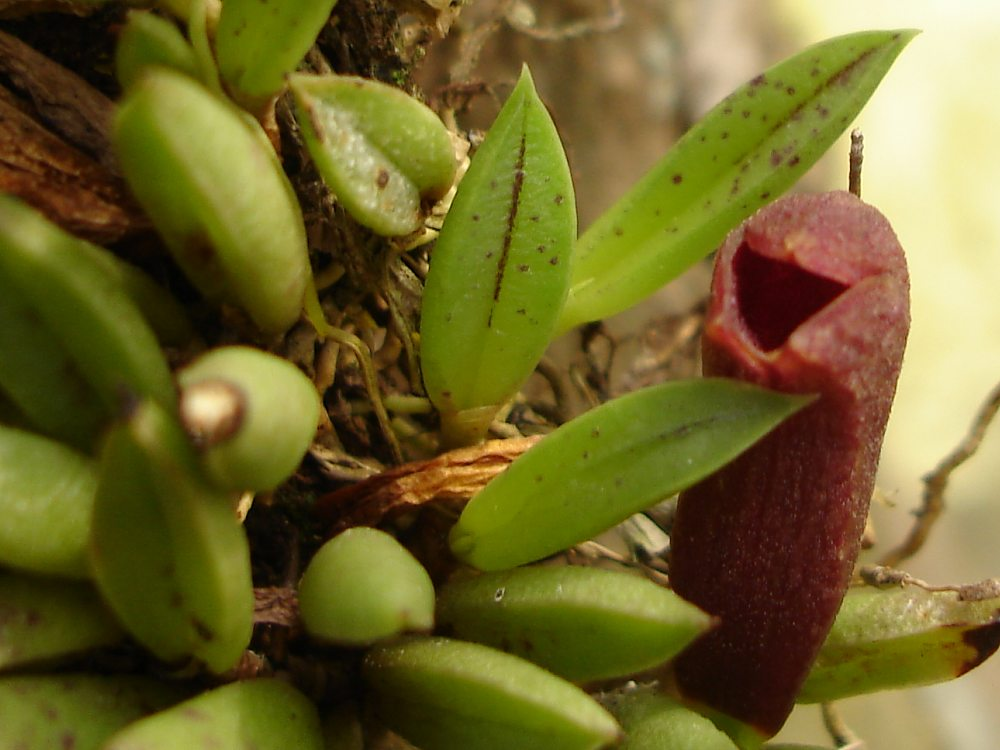
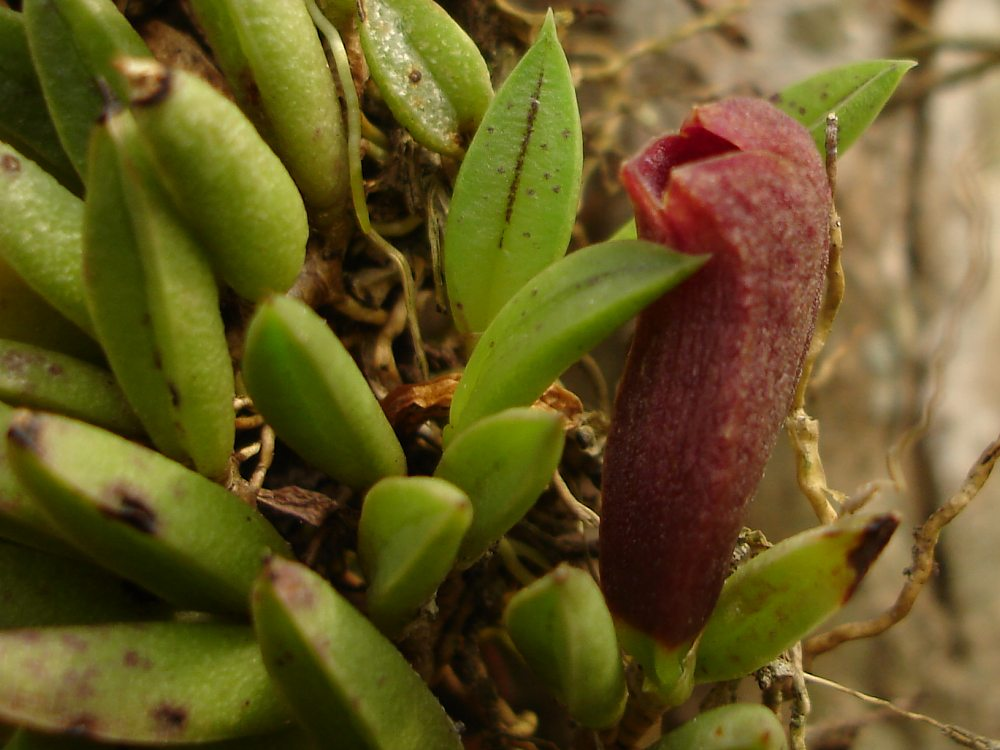